# هایپرپرولاکتینمی

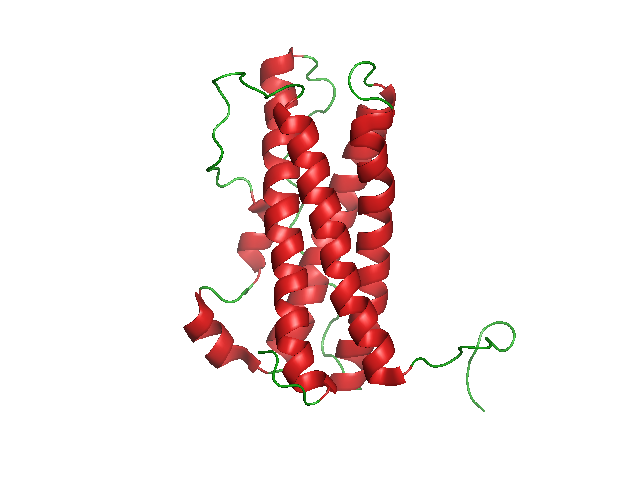
هایپرپرولاکتینمی

هایپرپرولاکتینمی (به انگلیسی: Hyperprolactinaemia) یک بیماری نسبتاً شایع است که می‌تواند منجر به اختلالات عادات ماهیانه و ناباروری در خانمها و اختلالات جنسی در مردان شود. یکی از علائم مهم آن در خانمها ترشح نابجای شیر و اختلالات قاعدگی مانند آمنوره می‌باشد. علت اصلی آن اغلب آدنوم هیپوفیز (تومور خوش‌خیم در قاعده غده هیپوفیز) است؛ بنابراین توصیه می‌شود که برای تمام بیماران مبتلا به هایپرپرولاکتینوما، یک سی تی اسکن یا MRI از منطقه زین ترکی sella turcica نیز انجام شود. پرولاکتینوما علت ۲۰–۱۵٪ موارد آمنوره ثانویه است. مصرف برخی داروها مانند داروهای ضد افسردگی، آرامبخش‌ها و داروهای ضدتهوع نیز محتمل است.
افزایش پرولاکتین ممکن است با اضطراب و افسردگی همراه باشد. درمان این بیماری با آگونیستهای دوپامین مانند بروموکریپتین یا کابرگولین و درصورت عدم پاسخ جراحی (جراحی ترانس اسفنوئیدال) است.

## علل
| علل هایپرپرولاکتینمی                | |
| ----------------------------------- | --- |
| افزایش ترشح فیزیولوژیک              | - حاملگی - شیردهی - Chest wall stimulation - خواب - تنیدگی |
| Hypothalamic-pituitary stalk damage | - تومورها - کرانیوفارنژیوما - Suprasellar pituitary mass - مننژیوما - دیس‌ژرمینوما - متاستازها - Empty sella - Lymphocytic hypophysitis - Adenoma with stalk compression - گرانولوما - Rathke’s cyst - Irradiation - تروما - Pituitary stalk section - Suprasellar surgery |
| Pituitary hypersecretion            | - پرولاکتینوما - آکرومگالی |
| اختلالات سیستمیک                    | - نارسایی مزمن کلیه - هیپوتیروئیدی - سیروز - Pseudocyesis - Epileptic seizures |
| افزایش ترشح ناشی از داروها          | - بلوک کننده‌های گیرنده دوپامین - آنتی سایکوتیک‌های آتیپیکال: ریسپریدون - فنوتیازین: کلرپرومازین، پرفنازین - بوتیروفنون: هالوپریدول - تیوزانتن - متوکلوپرامید - Dopamine synthesis inhibitors - متیل‌دوپا - Catecholamine depletors - رزرپین - مخدرها - آنتاگونیستهای H2 - سایمتیدین، رانیتیدین - ایمی‌پرامین‌ها - آمی تریپتیلین، amoxapine - Serotonin reuptake inhibitors - فلوکستین - بلوک کننده‌های کانال کلسیم - وراپامیل - استروژن - هورمون آزادکننده تیروتروپین |